# Морски коњици и морска шила
Морски коњици и морска шила (Syngnathidae) су породица риба из реда Syngnathiformes. Научно име породице је кованица старогрчких речи σύν (син), што значи „заједно”, и γνάθος (гнатос), што значи „вилица”. Спојена вилица је особина коју дели цела породица.

## Класификација
Врсте ове породице подељене су на две потпородице. Једна од њих укључује само један род, у који спадају врсте чија народна имена укључују речи морски и коњиц, док у другу улазе сви остали родови, од којих већина садржи врсте чија народна имена укључују речи морско (или риба) и шило, изузетак су родови Phycodurus (лиснати морски змај или коњиц) и Phyllopteryx (морски змајеви).

### ПотпородицаHippocampinae(морски коњици)
- Род Hippocampus (морски коњици)

### ПотпородицаSyngnathinae(морска шила и морски змајеви)

#### Родови
- Phycodurus
(лиснати морски коњици)
- Phyllopteryx
(морски змајеви)
- Acentronura
- Amphelikturus
- Anarchopterus
- Apterygocampus
- Bhanotia
- Bryx
- Bulbonaricus
- Campichthys
- Choeroichthys
- Corythoichthys
- Cosmocampus
- Doryichthys
- Doryrhamphus
- Dunckerocampus
- Enneacampus
- Entelurus
- Festucalex
- Filicampus
- Halicampus
- Haliichthys
- Heraldia
- Hippichthys
(речна и морска шила)
- Histiogamphelus
- Hypselognathus
- Ichthyocampus
- Idiotropiscis
- Kaupus
- Kimblaeus
- Kyonemichthys
- Leptoichthys
- Leptonotus
- Lissocampus
- Maroubra
- Micrognathus
- Microphis
(речна шила)
- Minyichthys
- Mitotichthys
- Nannocampus
- Nerophis
- Notiocampus
- Penetopteryx
- Phoxocampus
- Pseudophallus
(речна шила)
- Pugnaso
- Siokunichthys
- Solegnathus
- Stigmatopora
- Stipecampus
- Syngnathoides
- Syngnathus
- Trachyrhamphus
- Urocampus
- Vanacampus

## Галерија
- Морски коњиц (Hippocampus sp.)
- Лиснати морски змај
- Обични морски змај
- Црвени морски змај
- Морско шило алигатор (Syngnathoides biaculeatus)
- Скелет пругастог морског шила („Музеј Остеологије” у Оклахома Ситију).